# جيلبرت (كونت مونبنسييه)
جيلبرت من بوربون-مونبنسييه (1443-15 أكتوبر 1496)؛ كان كونت مونبنسييه ودوفين أوفرن، وعضوًا في أسرة بوربون، بحيث أنه نجل لويس الأول كونت مونبينسييه وغابرييل دي لا تور دو أوفيرن، تم تعيينه على فارس القديس ميخائيل من قبل شارل الثامن ملك فرنسا في أكتوبر 1483.